# Boulange
Boulange (Luxemburgs: Bettschden, Duits: Bollingen) is een gemeente in het Franse departement Moselle (regio Grand Est). De gemeente telde 2.431 inwoners op 1 januari 2022.

## Geschiedenis
De gemeente maakte deel uit van het kanton Fontoy in arrondissement Thionville-Ouest tot deze op 22 maart 2015 werden opgeheven. De gemeenten van dat kanton  werden opgenomen in het kanton Algrange, dat onderdeel werd van het arrondissement Thionville.

## Geografie
De oppervlakte van Boulange bedroeg op 1 januari 2022 12,78 vierkante kilometer; de bevolkingsdichtheid was toen 190,2 inwoners per km².

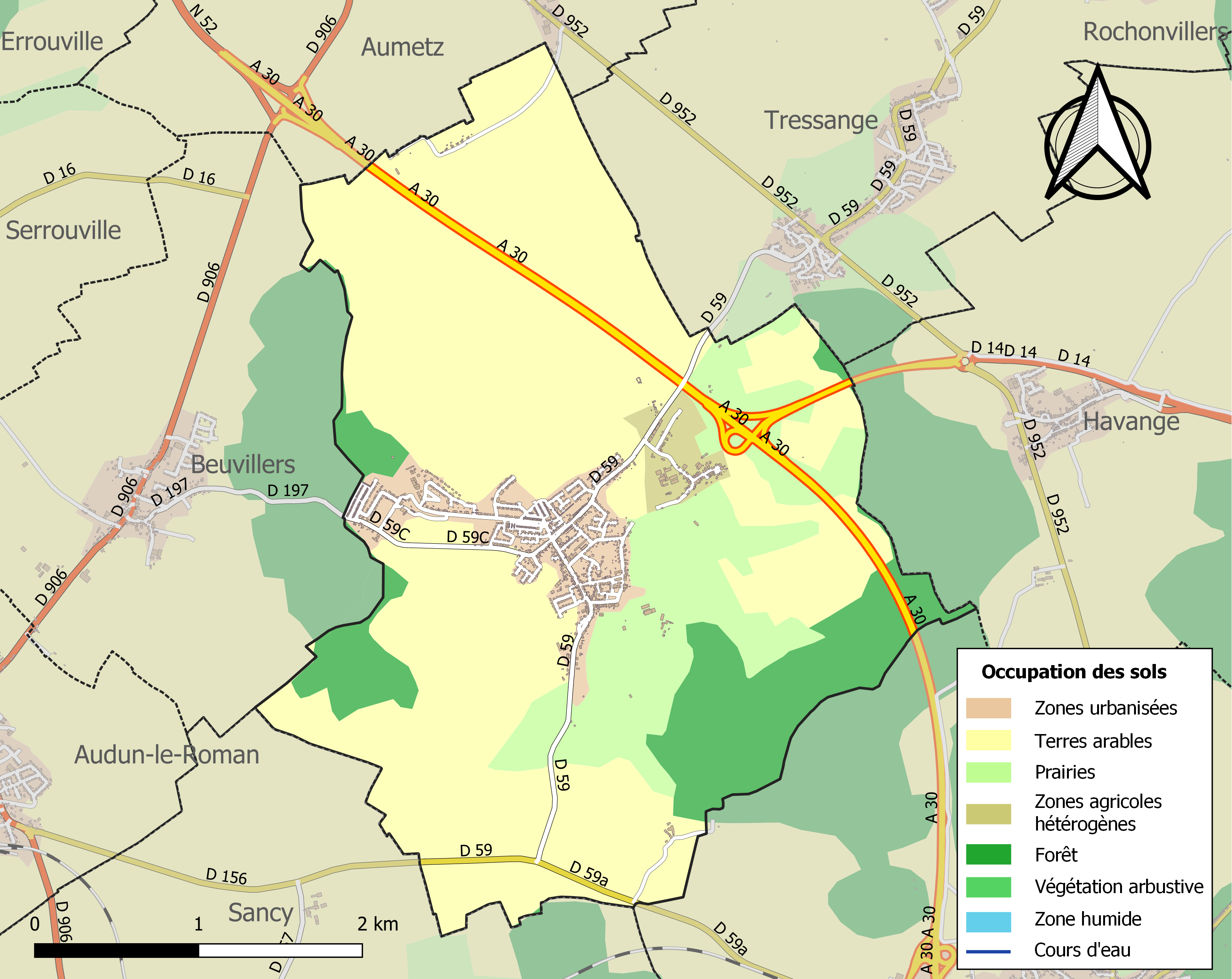
Kaart van de gemeente met de belangrijkste infrastructuur, bodemgebruik en omliggende gemeenten

## Demografie
Onderstaande figuur toont het verloop van het inwonertal (bron: INSEE-tellingen).